# Граб (гора)
Граб — вершина в Восточных Карпатах, в составе хребта Полонина Боржава. Высота — 1378 м.
В нижней части гора покрыта буковыми лесами с одиночными деревьями ели и пихты, выше полосы лесов — значительные площади занимают черничники. 